# Страшеви
Страшеви (пол. Straszewy) — село в Польщі, у гміні Любовідз Журомінського повіту Мазовецького воєводства.
Населення — 230 осіб (2011).
У 1975-1998 роках село належало до Цехановського воєводства.

## Демографія
Демографічна структура станом на 31 березня 2011 року:
|          | Загалом | Допрацездатний вік | Працездатний вік | Постпрацездатний вік |
| -------- | ------- | ------------------ | ---------------- | -------------------- |
| Чоловіки | 108     | 20                 | 75               | 13                   |
| Жінки    | 122     | 29                 | 60               | 33                   |
| Разом    | 230     | 49                 | 135              | 46                   |